# Angewandte Chemie
Angewandte Chemie — еженедельный рецензируемый научный журнал, публикующий результаты фундаментальных исследований во всех областях химии. Это один из старейших химических журналов - первый выпуск вышел в 1887 году. В 2021 году импакт-фактор Angewandte Chemie составил 16.823, что делает его ведущим международным журналом по химии наравне с Journal of American Chemical Society, Nature Chemistry и Chem. Журнал принадлежит Обществу немецких химиков, но издается и распространяется компанией Wiley-VCH. Наиболее известный главный редактор журнала (с 1982 по 2017 год) — Петер Гёлиц.
Помимо оригинальных исследований в виде коротких сообщений журнал содержит обзорные статьи (обзоры, мини-обзоры, эссе, выдающиеся события) и журнальную секцию (новости, некрологи, обзоры книг, отчёты конференций). «Angewandte Chemie» переводится с немецкого языка как «прикладная химия», но перевод названия больше не соответствует тематике статей, публикуемых в журнале.

## Издания
Журнал выходит в двух изданиях с отдельной нумерацией томов и страниц: немецкое издание, Angewandte Chemie (ISSN 0044-8249 (печатный), ISSN 1521-3757 (онлайн)), с журнальной и обзорной секциями, а также некоторыми оригинальными исследованиями на немецком языке, и англоязычное издание, Angewandte Chemie International Edition (ISSN 1433-7851 (печатный), ISSN 1521-3773 (онлайн)). Издания являются идентичными по содержанию за исключением редких обзоров немецкоязычных книг или переводов рекомендаций ИЮПАК на немецкий язык. Только одно издание встречается в реферативных и индексирующих сервисах, таких как PubMed, Web of Science, или Chemical Abstracts Service; обычно это международное издание.